# 傅家瑞
傅家瑞，順天府大興縣人，清朝政治人物。进士出身。
光緒二十九年，登進士。同年五月，授候補知府。后接替蔡曾源任建宁府知府一职，宣统年间，由刘玉璋接任。